# Бранковићи
Бранковићи су српска властелинска и владарска породица из 14. и 15. века.

## Историјат династије
Родоначелник породице био је Младен, који је био жупан под краљем Милутином Немањићем и војвода под Стефаном Дечанским. О њему постоји податак да је 1319. године пресудио један спор, о чему је обавестио дубровачког кнеза, а четири године касније је натерао неку требињску властелу да накнади Дубровчанима штету. У току 1326. године наводи се као сведок на повељи Стефана Дечанског. Управљао је Требињем и Драчевицом, не много удаљеним од Хума, одакле наводно потичу Бранковићи. Последњи пут се спомиње 1326. године међу живима, а зна се и да је имао брата жупана Николу, који се спомиње само у документу из 1329. године.
Њега је наследио син севастократор Бранко Младеновић, он је имао два сина, старији Никола Радоња (†1399) и млађи Вук Бранковић (†1397). Никола Радоња се после трагичне смрти жене и две ћерке замонашио и живео на Светој гори. Вук Бранковић је био ожењен Маром, ћерком кнеза Лазара и кнегиње Милице. Током боја на Косову 1389. Вук Бранковић је управљао једним крилом српске војске, другим је управљао Влатко Вуковић док је кнез Лазар управљао централним делом. Он је био обласни господар на територији данашњег Косова и Метохије (Приштина, Вучитрн, Звечан итд.).
Вук Бранковић и Мара имали су три сина: Гргура, Ђурђа и Лазара. Гргур се замонашио и као монах Герасим умро у Хиландару 1408, Лазар је убијен у току битке 1410. Као једини старешина домаћинства остао је Ђурађ Бранковић. Пошто је његов ујак деспот Стефан Лазаревић био без наследника, Ђурђа је прогласио својим наследником и тако је у периоду 1427—1456. Ђурађ Бранковић био српски деспот.
Ђурађ се женио два пута, име прве жене није сачувано а друга је била Јерина рођена Кантакузин, праунука византијског цара Јована VI Кантакузина. Из та два брака укупно је имао четири сина и три ћерке. Ћерка Мара (1412—1487) послата је 1435. у харем турског султана Мурата II.
За историју су значајни Ђурђеви синови Гргур, Стефан и Лазар.
Гргур и Стефан Бранковић су ослепљени 1441. наредбом турског султана Мурата II. Гргур се пред смрт замонашио и као монах Герман умро 1459. у Хиландару. Из ванбрачне везе имао је сина Вука познатијег као Змај Огњеног Вука.
Лазар је био најмлађи син деспота Ђурђа Бранковића и једини који није био ослепљен. Био је владајући деспот Србије од 1456. до своје изненадне смрти 1458. Ожењен је византијском принцезом Јеленом Палеолог, ћерком деспота Томе Палеолога и синовицом византијског цара Јована VIII Палеолога. Имали су три ћерке Марију (Јелачу), Јерину и Милицу. Најстарија Марија (Јелача) била је удата за босанског краља Стјепана Томашевића у априлу 1459. са циљем да у мираз добије српску деспотовину.
Стефан Бранковић, средњи син деспота Ђурђа, је био једно краће време владајући деспот Србије, од Лазареве смрти 1458. до априла 1459. када је збачен са трона. Убрзо је био пад Смедерева под турску власт, а такође и пад Србије. Стефан се 1460. оженио Ангелином. Живели су у избеглиштву, ту је и умро 1476. у замку „Београд“. Имали су синове Ђорђа и Јована као и две ћерке Марију и Милицу.
Ђорђе Бранковић је био једно време деспот, а онда се 1496. замонашио и оставио титулу млађем брату Јовану. Постао је архиепископ Максим и као такав проглашен за светитеља. Ни Ђорђе ни Јован као ни њихов рођак Змај Огњени Вук нису имали мушких потомака и тиме је Ђорђе као архиепископ Максим био последњи мушки Бранковић.
Гроф Ђорђе Бранковић (1645—1711), који је потицао из српске племићке породице у Ердељу, тврдио је да води порекло од средњовековне династије Бранковић. Брат грофа Ђорђа био је ердељски митрополит Сава II Бранковић.
- Област Бранковића у Српском царству, у време цара Уроша
- Земља Вука Бранковића крајем 14. века
- Српска деспотовина у време Ђурђа Бранковића 1433.
- Српска деспотовина под влашћу Бранковића 1455-1459.
- Поседи Бранковића и других српских деспота северно од Саве и Дунава, 15-16. век

## Списак владара
| Владар | Портрет | Владао    | Напомене                                                                                            | Задужбина            |
| ------ | ------- | --------- | --------------------------------------------------------------------------------------------------- | -------------------- |
| Вук    |         | 1371–1396 | - Господин Срба и Подунавља - Владао до своје смрти.                                                | Свети Павле (обнова) |
| Ђурађ  |         | 1396–1456 | - Син Вука; - Господин Срба и Подунавља 1396–1412, Деспот Србије 1427–1456 - Владао до своје смрти. | Вршачки замак        |
| Лазар  |         | 1456–1458 | - Син Ђурађа; - Владао до своје смрти.                                                              |                      |
| Стефан |         | 1458–1459 | - Син Ђурађа; - Смењен непосредно пред пад Српске деспотовине                                       | Фенек                |
| Вук    |         | 1471–1485 | - Син Гргура Бранковића; - Носио титулу деспота Србије                                              | Гргетег              |
| Ђорђе  |         | 1486–1496 | - Син Стефана; - Носио титулу деспота Србије                                                        | Крушедол             |
| Јован  |         | 1496–1502 | - Син Стефана; - Носио титулу деспота Србије                                                        | Средиште             |

## Родослов
- севастократор Бранко Младеновић
  - Никола Радоња (монах Герасим)
  - Гргур ~ Теодора
  - Вук Бранковић ~ Мара Лазаревић
    - Гргур Вуковић Бранковић
    - Ђурађ Бранковић ~ Јерина Кантакузин
      - Теодор
      - Мара ~ Мурат II
      - Гргур Бранковић
        - Деспот Вук Бранковић

      - Стефан Бранковић ~ Ангелина
        - Деспот Ђорђе Бранковић
        - Јован Бранковић ~ Јелена Јакшић
          - Јелена Рареш (пет кћери деспота Јована)

        - Марија Бранковић

      - Лазар Бранковић ~ Јелена Палеолог
        - Јелена ~ Стефан Томашевић
        - Јерина
        - Милица

      - Катарина ~ Улрих II Цељски

    - Лазар Вуковић Бранковић

## Светитељи
У средњовековној Србији прва је била светородна династија Немањића, њихов изданак је била династија Лазаревића а њихов династија Бранковића. Династија Лазаревића имала је светитеље кнеза Лазара, кнегињу Милицу и деспота Стефана. Династија Бранковића као њихов настављач имала је светитеље:
- Стефан Слепи, свети - деспот Бранковић (9. октобар/22. октобар)
- Ангелина, преподобна - деспотица (30. јул/12. август и 10/23. децембар)
- Максим, светитељ - архиепископ - Деспот Ђорђе Бранковић (18/31. јануар)
- Јован Нови, свети - деспот Бранковић (10. децембар/23. децембар)
- Светитељ је и Сава II Бранковић, светитељ - митрополит ердељски (24. април/7. мај) који припада ердељским Бранковићима.

## Задужбине
- Никола Радоња и Вук Бранковић — обновили и донирали за Хиландар, Кутлумуш и Манастир Светог Павла
- Ђурађ Бранковић — Вршачки замак
- Ђорђе и Ангелина Бранковић — Крушедол
- Ђорђе Бранковић — Старо Хопово, Ново Хопово
- Јован Бранковић — Средиште, Свети Ђурађ, Ђипша и Месић

## Занимљивости
У славонском селу Крушевица код Славонског Шамца, живе кроатизирани католици Бранковићи, који још у породичном предању чувају спомен да су потомци српске династије Бранковића. Славонски Брод се пре и у време турске владавине звао Деспот Брод,  по деспоту Вуку Бранковићу. Спомен на Вука Деспота као старог хришћанског владара у тим крајевима се још дуго одржао у неким селима око Сл. Брода (у Бицком селу, Врановцима, Доњој Врби, Горњој Бебрини), а старија тврђава у Броду се звала Вуковац.